# クルト・ザックス
クルト・ザックス（Curt Sachs, 1881年6月29日 - 1959年2月5日）は、ドイツ出身のアメリカ合衆国の音楽学者。近代楽器学の創設者の一人で、エーリッヒ・フォン・ホルンボステルとともにザックス＝ホルンボステル分類という楽器分類法を考案したことで知られる。

## 生涯
ベルリン出身。幼いころからピアノ・音楽理論・作曲を学んだが、ベルリン大学では美術史を専攻し、1904年にアンドレア・デル・ヴェロッキオの彫刻についての論文で博士号を取得した。当初は美術史家として活動したが、すぐに音楽学に転向し、国立音楽アカデミーの歴史的楽器コレクションの館長に任命された。彼は献身的に楽器の復元にあたり、楽器学者としてのキャリアを開始した。
1913年、『楽器辞典』を出版した。これはそれまでの200年間の楽器の最も包括的な研究といえる。翌年、エーリッヒ・フォン・ホルンボステルとともに『民族学雑誌』（Zeitschrift für Ethnologie）に新しいシステムの楽器分類法を発表した。これがザックス＝ホルンボステル分類である。ザックス＝ホルンボステル分類はたびたび改訂されたものの、現在でも音楽民族学と楽器学の分野でもっとも広く使用されている分類法である。
1933年、ナチス政権が成立すると、ザックスはユダヤ人であったため公職から追放された。彼はパリを経て、アメリカ合衆国に逃れた。アメリカでは1937年から1953年までニューヨーク大学の教壇に立ち、またニューヨーク公共図書館の学芸員も務めた。
1940年には『楽器の歴史』（The History of Musical Instruments）を出版した。これは世界の楽器の包括的な研究として最も重要な本の一つである。その他にもリズム、舞踊、古代の音楽に関する著書を残している。これらはいくつかの点で現在の研究にとって代わられているものがあるが、まだ研究には不可欠な書籍である。
1956年、ベルリン自由大学から名誉博士号を贈られた。またベルリン楽器博物館のコンサートホールに彼の名がつけられた。
1959年、ニューヨークで死去。1983年、アメリカ楽器協会はクルト・ザックス賞を創設した。

## 日本語訳された著作
- 『比較音楽学』（全音楽譜出版社, 1953年）
- 『楽器の歴史』上・下（全音楽譜出版社, 1965年）
- 『音楽の起源 - 東西古代世界における音楽の生成』（音楽之友社, 1969年）
- 『音楽の源泉 - 民族音楽学的考察』（音楽之友社, 1970年）
- 『世界舞踊史』（音楽之友社, 1972年）
- 『リズムとテンポ』（音楽之友社, 1979年）
- 『楽器の精神と生成』（エイデル研究所, 2000年）

## 文献
- Paul Frank, Wilhelm Altmann: Kurzgefasstes Tonkünstler Lexikon. Gustav Bosse, Regensburg 1936.
- Stanley Sadie (Hrsg.): The new Grove dictionary of music and musicians. Macmillan, London 1980.
- Gabriele Busch-Salmen: Musiker im Porträt. C. H. Beck, München 1984, ISBN 3-406-08454-0.
- Darryl Lyman: Great Jews in Music. Jonathan David Publishers, New York 1986, ISBN 0-8246-0315-X.